# Leopoldo Marco Antonio Caldani
Leopoldo Marco Antonio Caldani (1725–1813) bio je talijanski anatom i fiziolog.
Caldani je rođen u Bologni u Italiji, gdje je i studirao medicinu. Diplomirao je 1750., a profesor praktične medicine je postao 1755. Caldani je postao profesor teoretske medicine u Padovi, gdje je 1771. postao profesor anatomije. Umirovljen je 1805., a 1813. je i preminuo u Padovi.
Bio je pobornik Hallerove teorije, istraživao je funkciju leđne moždine i uvodio elektricitet u fiziologiju živaca. Njegovo najpoznatije djelo je njegov anatomski atlas, koje je izradio uz pomoć nećaka Floriana.